# Paratext
Paratextul este un concept în interpretarea literară. Textul principal al autorilor publicați (de exemplu, textul epic, textul non-ficțional, poeziile etc.) este însoțit adesea de alte materiale furnizate de autori, editori și tipografi. Aceste elemente suplimentare formează un cadru pentru textul principal și pot schimba modul de receptare a unui text sau de interpretare a acestuia de către public. 
Paratextul este asociat cel mai adesea cu cărțile, deoarece acestea includ, de obicei, o copertă (cu elemente artistice), titlul, elemente anterioare textului principal (dedicație, prefață, cuvânt înainte, informații lămuritoare), elemente posterioare textului principal (note de subsol, postfață, colofon) și multe alte materiale care nu sunt realizate de către autor. Alte elemente editoriale (formatarea textului și fonturile tipografice) pot să fie, de asemenea, încadrate ca paratext. Din cauza legăturii lor strânse cu textul, autorii ar trebui să aibă ultimul cuvânt de spus cu privire la materialele paratextuale, dar de multe ori nu se întâmplă astfel. Un exemplu de controversă în jurul paratextului este cazul romanului pentru tineri Liar (2009), care a fost publicat inițial având pe copertă imaginea unei fete albe, deși protagonista povestirii a fost identificată în text ca fiind o fată afro-americană.
Conceptul de paratext este strâns legat de conceptul de hipotext, care este textul anterior ce a servit ca sursă pentru textul curent.

## Teorie
Teoreticianul literar Gérard Genette definește paratextul ca fiind acele materiale dintr-o operă publicată care însoțesc textul principal, precum numele autorului, titlul, prefața, cuvântul introductiv sau ilustrațiile. Genette afirmă: „paratextul este mai degrabă un prag decât o margine sau o limită riguroasă”. El este „o zonă între text și exteriorul textului, o zonă nu doar de tranziție, ci și de tranzacție în care preocupările comerciale ocupă un loc preponderent: un loc privilegiat, pragmatic și strategic, al exercitării unei influențe asupra publicului, o influență care ... este în interesul unei receptări mai bune a textului și al unei lecturi mai pertinente”. Apoi, citându-l pe Philippe Lejeune, Genette descrie mai departe paratextul ca „un franj al textului tipărit, care controlează în realitate întreaga lectură a textului de către o persoană”.